# Crambus laqueatellus
Crambus laqueatellus là một loài bướm đêm trong họ Crambidae.